# Holorusia festivipennis
Holorusia festivipennis är en tvåvingeart som först beskrevs av Edwards 1933.  Holorusia festivipennis ingår i släktet Holorusia och familjen storharkrankar. Inga underarter finns listade i Catalogue of Life.